# Dekýš
Dekýš (in tedesco Teckisch, in ungherese Gyökös o Gyékes) è un comune della Slovacchia facente parte del distretto di Banská Štiavnica, nella regione di Banská Bystrica.

## Storia
Citato per la prima volta nel 1270 con il nome di Gukes, il villaggio appartenne fino al 1388 alla città di Levice, per poi passare alla Camera dei Minatori di Banská Štiavnica.